# Klášter magdalenitek (Louny)
Klášter magdalenitek v Lounech s kostelem sv. Anny existoval v letech 1331–1420. Nacházel se v Lounech za mostem na předměstí zvaném Benátky.

## Historie
Městský rychtář Fricek Bér byl lounský měšťan německé národnosti, který patři k nejbohatším občanům Loun, si již v roce 1321 koupil dědičné rychtářství. Jeho potomci pak následujících 140 let zastávali toto nejvyšší postavení ve městě. V roce 1331 Bér založil konvent magdalenitek s kostelem sv. Anny. Současně magdalenitkám daroval i to co patřilo lounské rychtě: část Dobroměřic, kde měl konvent i patronátní právo, dále pozemky směrem k Rané, celé Nečichy a dvě vsi – Oblík a Trhlavy, které v průběhu historie zanikly. Bér stanovil také i další práva svého rodu při prezentaci a dozoru na život v klášteře. Mezi patronátní práva patřila například volba probošta a představené sestry – převory. Tato práva nebyla v souladu s tehdy platnými církevními předpisy. Bohaté obdarování lounského kláštera magdalenitek bylo dosti neobvyklé, protože řád měl svůj charakter spíše chudých kajících hříšnic a zde se řeholnice musely starat spíše o svůj majetek. Lounský historik Kamil Linhart z tohoto důvodu považoval tento klášter spíše za zaopatřovací ústav pro neprovdané dcery lounských měšťanů.
Biskup Jan IV. Z Dražic založení lounského konventu 9. října 1331 potvrdil a král Jan Lucemburský klášter roku 1335 obdaroval. Podobně potvrdil Karel IV. Roku 1356 práva dědiců zakladatele. V roce 1364 však vznikly spory mezi konventem a dědici zakladatele. V roce 1410 se v Lounech sešla generální kapitula řádu, na které byl zvolen představený celého magdalenitského řádu, který tehdy čítal asi 30 řeholních domů.
Lounský probošt magdalenitek Jan Bullendorfer byl pak roku 1411 dokonce generálním proboštem řádu v celé české provincii, která zahrnovala Čechy, Moravu a Rakousko. Rozsáhlá dědičná patronátní práva ke klášteru sv. Anny, která si Fricek Bér vymohl, a které byly v rozporu s kanonickým právem, a také rozsáhlý majetek, způsobovaly řeholnicím zvaným též bílé kajícnice, nemalé problémy. Dělo se tak již od počátku 15. století. Od roku 1400 musely proto být základní listiny týkající se kláštera v truhle s pěti zámky. Jeden klíč byl u rychtáře Hány, další měli jeho příbuzní a pátý klíč vlastnila lounská městská rada. Vleklé majetkové spory měl klášter i s dobroměřickým farářem.
K zajímavostem patří, že díky dopisu Jana Bullendorfera se zachovala jediná zmínka o pobytu Mistra Jana Husa na Žatecku. Hus v důsledku klatby musel opustit Prahu a pečlivě tajil místo svého exilu. Bullendorfer však o Husovi věděl a v listě se ptal žateckého sakristána, zda proti tomuto reformátorovi jeho farář zasáhne. Není však známo, kde přesně Hus pobýval, ale je možné, že lounský probošt využíval stejnou knihovnu v žatecké sakristii, jako Hus při psaní svého známého díla O církvi.
Napětí mezi konventem a městem vyvrcholilo roku 1420, kdy lounští husité konvent přepadli, dobyli a zapálili. Jeptiškám se většinou podařilo včas prchnout a nalezly útulek ve svém sesterském klášteře, nejdříve v Zahražanech a pak v Mostě.
Po skončení husitských válek si Louny mohly ponechat vsi lounských magdalenitek s tím, že z jejich výtěžku postaví na Žateckém předměstí špitál pro chudé a kapli sv. Maří Magdaleny. Tento majetek se stal základem tzv. záduší z něhož se až do 19. stol. platil lounský špitál, kostely a škola. Z výtěžku těchto zádušních vsí byla pak financována výstavba kostela sv. Mikuláše a jeho oltář, škola a řada dalších projektů. Magdalenitky však stále usilovaly o návrat svého majetku v Lounech a ještě roku 1629 jim potvrdil král Ferdinand II. jejich práva. V Mostě, odkud vedly svůj spor s Louny, měly v tamním magdalenitském klášteře i svůj archiv z Loun. Veškeré úsilí o znovuzískání Loun však bylo marné a magdalenitky se do Loun již nikdy nevrátily.